# Manhattan Research Inc
Manhattan Research Inc é um CD com gravações de 1953 até 1969 por Raymond Scott, que foi lançado pela Basta em 2000. As faixas da coletânea musical contém as invenções de Scott: o Clavivox(considerado um dos primeiros sintetizadores) e Electronium. Também foram incluídos jingles para comerciais.
O Manhattan Research Inc. foi um grupo formado em 1946 de Designers e responsáveis pelas invenções eletrônicas.

## Conteúdo
Além de ser um pioneiro na música eletrônica, foram gravadas várias composições de musique concrète (por exemplo, o músico compôs a trilha sonora para a animação de 1966 de Jim Henson: "Limbo: The Organized Mind" e um filme da IBM: The Paperwork Explosion).
O jingle para os cosméticos "Lightworks" e o remédio "Vicks" foi cantado por Dorothy Collins, na faixa "Don't Beat Your Wife Every Night!" pode-se ouvir a voz de Bucky Coslow e a de Scott em "Raymond Scott Quote".
As gravações incluídas no CD foram músicas para comerciais de empresas como: Gillette, Auto-Lite, Nescafé e Sprite. Também foi composta a trilha sonora para o filme animado "County Fair" de 1962, uma das únicas músicas que Scott compôs para animações.

### Faixas
| Nome                                                  |
| ----------------------------------------------------- |
| Manhattan Research Inc. Copyright                     |
| Baltimore Gas & Electric Co. (Instrumental)           |
| Bendix 1: "The Tomorrow People"                       |
| Lightworks                                            |
| The Bass-Line Generator                               |
| Don't Beat Your Wife Every Night!                     |
| B.C. 1675 (The "Gillette" Conga Drum Jingle)          |
| Vim                                                   |
| Auto-Lite: Sta-Ful (Instrumental)                     |
| Sprite "Melonball Bounce" (Instrumental)              |
| Sprite "Melonball Bounce"                             |
| "Wheels That Go"                                      |
| Limbo: The Organized Mind                             |
| Portofino 1                                           |
| County Fair                                           |
| Lady Gaylord                                          |
| Good Air                                              |
| IBM MT/ST: "The Paperwork Explosion"                  |
| Domino                                                |
| Super Cheer                                           |
| Cheer: Revision 3                                     |
| Twilight in Turkey                                    |
| Raymond Scott Quote                                   |
| Vicks: Medicated Cough Drops                          |
| Vicks: Formula 44                                     |
| Auto-Lite: "Spark Plugs"                              |
| Nescafé                                               |
| Awake                                                 |
| "Backwards Overload"                                  |
| Bufferin: "Memories"                                  |
| Bandito The Bongo Artist                              |
| Night And Day                                         |
| Baltimore Gas & Electric Co.                          |
| K2r                                                   |
| IBM Probe                                             |
| GMGM 1A                                               |
| The Rhythm Modulator                                  |
| Ohio Plus                                             |
| "In The Hall Of The Moutain Queen"                    |
| General Motors: Futurama                              |
| "Portofino" 2                                         |
| "The Wild Piece" (conhecida como: "The String Piece") |
| "Take Me To Your Violin Teacher"                      |
| "Ripples"                                             |
| Cyclic Bit                                            |
| "Ripples" (Montage)                                   |
| The Wing Thing                                        |
| County Fair (Instrumental)                            |
| "Cindy Electronium"                                   |
| "Don't Beat Your Wife Every Night!" (Instrumental)    |
| Hostess: Twinkies                                     |
| Hostess: Twinkies (Instrumental)                      |
| Ohio Bell: Thermo Farm                                |
| "The Pygmy Taxi Corporation"                          |
| Baltimore Gas & Electric Co. (Announce Copy)          |
| Baltimore Gas & Electric Co.                          |
| Lightworks (Slow)                                     |
| "The Paperwork Explosion" (Instrumental)              |
| Auto-Lite: Ford Family                                |
| Auto-Lite: Ford Family (Instrumental)                 |
| Raymond Scott Quote                                   |
| Auto-Lite: "Wheels"                                   |
| Bufferin: "Memories"                                  |
| "Space Mystery"                                       |
| "The Toy Trumpet"                                     |
| "Backward Beeps"                                      |
| Raymond Scott Quote                                   |
| Auto-Lite: Sta-Ful                                    |
| Lightworks (instrumental)                             |
| "When Will It End?"                                   |
| Bendix 2: "The Tomorrow People"                       |
| Electronic Audio Logos Inc.                           |

## Samples
As gravações desse CD foram reusadas em várias músicas de artistas. A faixa "Auto-Lite: Wheels" apareceu na música "State of the Art" de Gotye de 2011, a composição "IBM MT/ST: The Paperwork Explosion" foi usada no sucesso "Machines Can Do The Work" de Fatboy Slim e Hervé em 2010, o "General Motors: Futurama" foi incluído na melodia de "Outer Space" de Danny Brown de 2011 e o álbum "Raymond Scott Rewired", lançada pela Basta em 2014, é composto de músicas de Scott que com a colaboração de The Bran Flakes, The Evolution Control Committee e Go Home Productions, receberam remixes. Algumas das músicas são: "A Bigger, More Important Sound", (introdução da coletanêa) "Cindy Byrdsong" (originalmente Cindy Electronium em 1959), "Good Duquesne Air" (nome original: "Good Air" em 1953) e "Ripples On an Evaporated Lake" (lançado como "Ripples" em 1967).

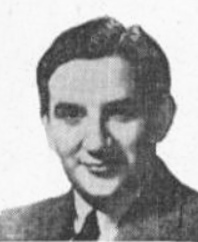
Foto de Raymond Scott que apareceu em uma revista da Billboard de 1943

1. 1 2  «Manhattan Research, Inc. (electronic) | Raymond Scott (1908-1994)» (em inglês). Consultado em 24 de julho de 2016
2. 1 2  «Raymond Scott - Manhattan Research, Inc. - Digital Download». Basta Music Store. Consultado em 24 de julho de 2016
3. ↑  «Raymond Scott Timeline | Raymond Scott (1908-1994)» (em inglês). Consultado em 24 de julho de 2016
4. ↑  «RAYMOND SCOTT - Manhattan Research». Boomkat. Consultado em 25 de julho de 2016
5. ↑  «Videos with Scott Music | Raymond Scott (1908-1994)» (em inglês). Consultado em 24 de julho de 2016
6. 1 2  «Frequently Assumed Questions | Raymond Scott (1908-1994)» (em inglês). Consultado em 24 de julho de 2016
7. ↑  «Raymond Scott - Manhattan Research Inc.». Discogs. Consultado em 24 de julho de 2016
8. 1 2  «Manhattan Research, Inc. - Raymond Scott | Songs, Reviews, Credits | AllMusic». AllMusic. Consultado em 24 de julho de 2016
9. ↑  «Fatboy Slim and Hervé's 'Machines Can Do the Work' - Discover the Sample Source». WhoSampled. Consultado em 25 de julho de 2016
10. ↑  «Danny Brown's 'Outer Space' - Discover the Sample Source». WhoSampled. Consultado em 25 de julho de 2016
11. ↑  «Cindy Electronium | Details | AllMusic». AllMusic. Consultado em 25 de julho de 2016
12. ↑  «Raymond Scott Rewired». Raymond Scott Rewired (em inglês). Consultado em 25 de julho de 2016